# Jun'ya Satō
Pour les articles homonymes, voir Satō.
Jun'ya Satō (佐藤 純彌, Satō Jun'ya), né le 6 novembre 1932 et mort le 9 février 2019, est un réalisateur japonais.

## Biographie
Né à Tokyo, Jun'ya Satō est diplômé de l'université de Tokyo en littérature française en 1956. Il rejoint les studios de la Toei et travaille comme assistant pour des réalisateurs tels que Tadashi Imai et Miyoji Ieki. Il fait ses débuts de réalisateur en 1963 avec Rikugun zangyaku monogatari, pour lequel il remporte le prix des nouveaux réalisateurs aux Blue Ribbon Awards.
Tandis qu'il débute essentiellement avec des films de yakuza, Satō finit par être connu pour des films spectaculaires à grand budget. The Go Masters, coproduction sino-japonaise qu'il dirige avec Duan Jishun, remporte le Grand prix au Festival des films du monde de Montréal en 1983. Il remporte le prix du meilleur réalisateur aux Japan Academy Prize en 1989 pour Sur la route de la soie.
Jun'ya Satō meurt le 9 février 2019 à Tokyo des suites d'une défaillance multiviscérale.

## Filmographie
La mention « +scénariste » indique que Jun'ya Satō est aussi auteur du scénario.
- 1963 : Rikugun zangyaku monogatari (陸軍残虐物語?)
- 1963 : Zoku ōsho (続・王将?)
- 1964 : Kuruwa sodachi (廓育ち?)
- 1966 : Aiyoku (愛欲?)
- 1967 : Soshiki bōryoku (組織暴力?)
- 1967 : Zoku soshiki bōryoku (続組織暴力?)
- 1968 : Koya no toseinin (荒野の渡世人?)
- 1969 : Tabi ni deta gokudo (旅に出た極道?)
- 1969 : Soshiki boryoku: Kyodai sakazuki (組織暴力 兄弟盃?)
- 1969 : Nihon bōryoku-dan: Kumicho to shikaku (日本暴力団 組長と刺客?) +scénariste
- 1970 : Nihon dābī: Shōbu (日本ダービー 勝負?) +scénariste
- 1970 : Saigo no tokkōtai (最後の特攻隊?)
- 1971 : Bakuto kirikomi-tai (博徒斬り込み隊?) +scénariste
- 1971 : Boryokudan sai buso (暴力団再武装?)
- 1972 : Gyangu tai gyangu: Aka to kuro no burusu (ギャング対ギャング 赤と黒のブルース?) +scénariste
- 1972 : Yakuza tokōsō (やくざと抗争?)
- 1973 : Yakuza tokōsō: Jitsuroku Andō-gumi (やくざと抗争 実録安藤組?)
- 1973 : Jitsuroku: Shisetsu Ginza keisatsu (実録 私設銀座警察?)
- 1973 : Golgo 13 (ゴルゴ13, Gorugo 13?)
- 1973 : Jitsuroku Andō-gumi: Shūgekihen (実録安藤組 襲撃篇?)
- 1974 : Rupangu-tō no ritsugun Nakano gakkō (ルパング島の奇跡 陸軍中野学校?)
- 1975 : Super Express 109 (新幹線大爆破, Shinkansen daibakuha?) +scénariste
- 1976 : Kimi yo fundo no kawa o watare (君よ噴怒の河を渉れ?)
- 1977 : Ningen no shōmei (人間の証明?)
- 1978 : Yasei no shōmei (野性の証明?)
- 1980 : Haru kanaru sōro (遙かなる走路?)
- 1980 : Yomigaere majo (甦れ魔女?)
- 1982 : The Go Masters (未完の対局, Mikan no taikyoku?), coréalisé avec Duan Jishun[6],[7]
- 1983 : Theatre of Life (人生劇場, Jinsei gekijō?) co-réalisé avec Kinji Fukasaku et Sadao Nakajima +scénariste
- 1984 : Kūkai (空海?)
- 1986 : Uemura Naomi monogatari (植村直己物語?) +scénariste
- 1988 : Sur la route de la soie (敦煌, Tonkō?) +scénariste
- 1992 : Watashi o daite soshite kisu shite (私を抱いてそしてキスして?)
- 1992 : Rêves de Russie (おろしや国酔夢譚, O-roshiya-koku suimu-dan?) +scénariste
- 1992 : Chōnoryoku-sha: Michi eno tabibito (超能力者 未知への旅人?)
- 1997 : Pekin genjin (北京猿人?)
- 2005 : Les Hommes du Yamato (男達の大和, Otoko-tachi no Yamato?) +scénariste
- 2010 : Sakurada mongai no hen (桜田門外ノ変?) +scénariste

## Distinctions
Sauf indication contraire, les informations mentionnées dans cette section peuvent être confirmées par la base de données cinématographiques IMDb,  présente dans la section « Liens externes ».

### Décorations
- 2008 : Médaille au ruban pourpre[5]

### Récompenses
- 1964 : Blue Ribbon Award du meilleur jeune réalisateur pour Rikugun zangyaku monogatari et Zoku ōsho
- 1976 : prix Kinema Junpō du meilleur film (choix des lecteurs) pour Super Express 109[8]
- 1979 : prix Mainichi du meilleur film (choix des lecteurs) pour Yasei no shōmei[9]
- 1983 : Grand prix des Amériques et prix du jury œcuménique au festival des films du monde de Montréal pour The Go Masters[7]
- 1987 : prix Mainichi du meilleur film (choix des lecteurs) pour Uemura Naomi monogatari[10]
- 1989 : prix du meilleur réalisateur pour Sur la route de la soie aux Japan Academy Prize[4]
- 1989 : Blue Ribbon Award du meilleur film pour Sur la route de la soie[11]
- 1992 : prix du public pour O-Roshiya-koku suimu-dan au festival international du film de São Paulo[12]
- 2006 : Blue Ribbon Award du meilleur réalisateur pour Les Hommes du Yamato[13]
- 2006 : prix Yūjirō Ishihara aux Nikkan Sports Film Awards pour Les Hommes du Yamato[14]

### Nominations
- 1987 : prix du meilleur réalisateur pour Uemura Naomi monogatari aux Japan Academy Prize[15]
- 2007 : prix du meilleur film et du réalisateur pour Les Hommes du Yamato aux Japan Academy Prize[16]